# Notação de índices abstratos
A notação de índices abstratos é uma notação matemática para tensores e espinores que utiliza índices para indicar seus tipos, ao invés de seus componentes em uma base particular. Os índices são meros marcadores de posição, não relacionados com qualquer base fixa e, em particular, são não numéricos. Assim, não deve ser confundida com o cálculo de Ricci. A notação foi introduzido por Roger Penrose como uma maneira de usar os aspectos formais da convenção de somatório de Einstein, a fim de compensar a dificuldade em descrever contrações e diferenciação covariante na notação de tensores abstrata moderna, preservando a covariância explícita das expressões envolvidas.